# 1883 en architecture
| Années de l'architecture : 1880 - 1881 - 1882 - 1883 - 1884 - 1885 - 1886    |
| Décennies de l'architecture : 1850 - 1860 - 1870 - 1880 - 1890 - 1900 - 1910 |

Cet article présente les faits marquants de l'année 1883 en architecture.

## Réalisations
- 24 mai : le pont de Brooklyn dessiné par John Augustus Roebling est terminé.
- Inauguration du Montauk Building à Chicago par Daniel Burnham et John Wellborn Root (parfois considéré comme le premier bâtiment à être appelé un « gratte-ciel »).
- Construction de l'Hotel Windsor à Melbourne.
- Ouverture du Rokumeikan à Tokyo. Ce bâtiment, destiné à abriter les cérémonies officielles, représente le symbole de l’occidentalisation superficielle du Japon et sera décrié par nombre d’intellectuels.

## Récompenses
- Royal Gold Medal : Francis Cranmer Penrose.
- Prix de Rome : Gaston Redon.

## Naissances
- 8 janvier : Robert Atkinson († 25 décembre 1952).
- 18 mai : Walter Gropius († 5 juillet 1969).
- 30 août : Theo van Doesburg († 7 mars 1931).
- 29 novembre : Albert Laprade († 9 mai 1978).
- Ernests Štālbergs architecte letton († 1958).

## Décès
- 22 octobre : John Henry Chamberlain (° 21 juin 1831).